# M3 Bradley
M3 Bradley Cavalry Fighting Vehicle (CFV) je americké pásové obrněné průzkumné vozidlo vyrobené v BAE Systems Land and Armaments (bývalé United Defense). Užívají jej těžce pancéřované jednotky jezdectva americké armády.

## Historie
M3 Bradley CFV je velmi podobné M2 Bradley IFV (Infantry Fighting Vehlice). Je vyzbrojeno stejnými 25mm kanony Bushmaster s koaxiálním kulometem M240C ráže 7.62 mm. Od M2 Bradley se liší jen mírně. M3 Bradley se klasifikuje jako obrněné průzkumné vozidlo. Má stejnou výzbroj jako série M2. M3 má více raket BGM-71 TOW a také více munice pro 25mm a 7,62mm výzbroj.
Rodina vozidel Bradley jako celek, byla původně zamýšlena jako podpora pro M113, ale nakonec je úplně nahradila. V současnosti je Bradley nasazován s tanky M1 Abrams a často doprovází pěchotu do konfliktu. Ve válce v Perském zálivu v roce 1991 zničilo víc tanků než M1 Abrams. Jen 3 Bradley byly zničeny nepřáteli, ale dalších 17 bylo zničeno spojenci při incidentech přátelské palby. Vylepšení vozidel Bradley přineslo lepší identifikovatelnost vozidla, zlepšeny byly také obranné systémy proti protitankovým raketám a reaktivní pancéřování.

### Nahrazení
Spojené státy americké a Velká Británie spolupracovaly na Future Scout Cavalry System v 90' letech. Zamýšlená náhrada Spojených států za M3 Bradley a vozidla Humvee se dostala do fáze návrhu a výroby. Této fáze dosáhlo ještě předtím, než se oba partneři rozhodli zrušit jejich účast v říjnu 2001, aby se mohli zaměřit na důležitější plány: americký Stryker a britský Future Rapid Effect System.
Od roku 2003 Future Combat Systems (FCS) byl plánovaný nástupce M3 Bradley XM1201. Ale to bylo zrušeno když FCS v roce 2009 skončil.
Armáda Spojených států zamýšlela vyměnit M2 Bradley a M113 pomocí Ground Combat Vehlice (GCV) ke konci roku 2018, zatímco by M3 Bradley mohl být nahrazen budoucími variantami GCV. GCV projekt byl zrušen v roce 2014.

## Design

### Utajení
Všechny verze byly vybaveny dvěma čtyř-hlavňovýma M257 granátomety na přídi věže, aby vytvořily obrannou kouřovou clonu nebo vystřelily protiopatření Chaff nebo světlice. Bylo také vybaveno systémem kouře vypouštěného motorem.

### Pancéřování
Pancéřování trupu a věže bylo pro všechny varianty hliníkovo-ocelové.

### NBC
Varianta M3A1 přinesla systém filtrace plynu.

### Řízení škod
Varianta M3A1 přinesla systém pro potlačení požáru.

### Pohyblivost
Bradley byl schopen se vyrovnat s jakýmkoli terénem, aby mohl udržet krok s M1 Abrams. M113 mohlo plout bez jakékoli přípravy, kdežto Bradley byl navržen, aby plul díky nafouknutí kruhu kolem vozidla. Tohle způsobovalo potápění vozidla během prvních testů. Vylepšení pancíře tuhle chybu potlačilo.

## Varianty

### M3(A0)
Tahle varianta je vlastně jenom předělaný M2 Bradley. Místo pro pasažéry bylo okupováno dvěma rozvědčíky a více munice a raket.

### M3A1
Tahle varianta přinesla systém filtrace plynu. Na rozdíl od M2A1 Bradley, byla filtrace připojená k plynovým maskám všem pěti členům posádky. Taky byl zaveden systém pro potlačení požáru.

### M3A2
M3A2 přinesla vylepšení pancíře, jako třeba reaktivní pancíř, z M2A2 Bradley. Po válce v Perském zálivu byl zaveden bezpečnější měřič vzdálenosti, kompas, protiopatření vůči raketám, systém bojové identifikace a infračervený periskop pro řidiče.

### M3A3
M3A3 bylo vylepšeno o lepší komunikaci s ostatními vozidly, informační displej pro velitele, Velitel dostal oddělený infračervený periskop a novou integrovanou zaměřovací jednotku zvanou Improved Bradley Acquisition System (IBAS), která dovolovala automatické míření zbraně, automatické přenastavování, a zaměřování dvou cílů najednou. Střecha byla posílena titanovým pancířem. Hodně M3A3 byly předělány z M3A2.